# Bitis nasicornis
Bitis nasicornis este o specie de șerpi din genul Bitis, familia Viperidae, descrisă de Tsen-Hwang Shaw în anul 1802. Conform Catalogue of Life specia Bitis nasicornis nu are subspecii cunoscute.